# Dr. Aloysius X. L. Pendergast
Aloysius X. L. Pendergast – agent FBI, fikcyjna postać powieści sensacyjnych Douglasa Prestona i Lincolna Childa.
Pendergast jest agentem specjalnym z Federalnego Biura Śledczego w USA (FBI). Jest znany i ceniony za obycie z kulturą i szeroką wiedzą na wiele tematów oraz niesławny w jego zdolnościach strzeleckich. Pracuje w Nowym Orleanie, filii Biura w Luizjanie, ale zwykle wyjeżdża poza stan w śledztwach które prowadzi nie tylko w kraju.

## Pochodzenie
Urodził się w zamożnej południowej rodzinie, wywodzącej się z Francji, około 1960 roku, wychował się w Nowym Orleanie. Pendergast pozostał gentlemanem z południowymi manierami i akcentem. Studiował antropologię na Uniwersytecie Harvarda i otrzymał podwójny doktorat z filozofii klasycznej na uniwersytecie oksfordzkim. Był żonaty, lecz podczas akcji powieści z jego udziałem jest już wdowcem. Niewiele wiadomo o jego zmarłej żonie Helen. Była wspaniałym strzelcem (brała udział w polowaniach) i prawdopodobnie zmarła kilka lat przed zdarzeniami z Reliktu.

## Wygląd
Wysoki i szczupły z bladymi, błękitnymi oczami oraz bardzo jasną, bladą karnacją. Silny tors z niepozornie wyglądającymi mięśniami. Włosy blond, prawie białe pomimo młodego wieku. Długie palce z profesjonalnym, dyskretnym manicure'em. Ubrany wyjątkowo elegancko, całkowicie na czarno, nawet w najbardziej ciepłych dniach. Zwykle porównywany do przedsiębiorcy pogrzebowego. Porusza się bezszelestnie z "kocią" gracją i delikatnością. Jest mistrzem kamuflażu, nie poznają go nawet najbliżsi znajomi.

## Dodatki
Pendergast używa Rolls-Royce'a Silver Wraith 1959 z kierowcą, rzadko prowadzi sam. Jego prywatną bronią jest Les Baer kaliber .45 wykonany na zamówienie. Posiada dwa domy: pozornie zniszczona, odnowiona od wewnątrz Beaux Art rezydencja przy 891 Riverside Drive w Nowym Jorku oraz apartament Dakota. Nosi łańcuszek z wisiorkiem przedstawiającym oko bez powieki nad feniksem.

## Zainteresowania
Jego zainteresowania są równie wytworne jak życie i otoczenie, włączając w to wykwintne i drogie jedzenie oraz wina. Jego ulubionym napojem jest zielona herbata, na zaparzenie której ma specjalny sposób. Przepada za befsztykiem tatarskim. Jego pasją są drzewka bonsai. Uwielbia muzykę poważną, lecz nie przepada za operą. Płynnie posługuje się językiem włoskim, łacińskim, francuskim i chińskim (dialekty mandaryński i kantoński) oraz prawdopodobnie hiszpańskim. Nie zna niemieckiego i neapolitańskiego.

## Przyjaciele
- Porucznik Vincent D'Agosta - z policji w Nowym Jorku (New York City Police Department) oraz policja w Southampton (w Siarce); najbliższy, najbardziej zaufany przyjaciel Pendergasta
- Constance Greene - podopieczna agenta, mieszka na 861 Riverside Drive, urodzona w 1875 roku na Water Street, przyjmuje specyfik Enocha, czym przedłuża swoje życie(jej historia opisana została w Trylogii Helen)
- Proctor - kierowca i lokaj
- Corrie Swanson - asystentka i kierowca Pendergasta w Medicine Creek (Martwa natura z krukami)
- Nora Kelly - pracuje w Muzeum Historii Naturalnej (New York Museum of Natural History)
- William Smithback Jr. - dziennikarz The New York Times i New York Post
- Margo Green - stażystka, następnie doktor Muzeum Historii Naturalnej
- Viola Maskelene - rozwijająca się miłość Pendergasta, wnuczka słynnego skrzypka.
- Torrance Hamilton - wykładowca z liceum; nauczyciel włoskiego i francuskiego; otruty (Taniec Śmierci)
- Charles Duchamp - przyjaciel z dzieciństwa; powieszony (Taniec Śmierci)
- Michael Decker - najbliższy współpracownik Pendergasta w FBI; zabity (Taniec Śmierci)

## Rodzina
- Diogenes Pendergast - młodszy brat Pendergasta. Równie inteligentny jak Aloysius, genialny przestępca. Planuje zbrodnię doskonałą nie przebierając w środkach. Mimo że był niezrównoważony już jako dziecko, na krawędzi znalazł się, gdy zobaczył śmierć swoich rodziców w płonącym domu. Taniec Śmierci jest zabawą w kotka i myszkę pomiędzy braćmi.
- Cornelia Pendergast - ciotka bohatera. Otruła swego męża i dzieci, oglądając ich śmierć. Przebywa w Mount Mercy Hospital, ośrodku dla chorych psychicznie przestępców.
- Antoine Leng Pendergast (Enoch Leng) - stryjeczny pradziadek agenta. Uzyskuje przepis na płyn przedłużający życie, dokonuje okrutnych morderstw pod koniec XIX wieku w Nowym Jorku. (Gabinet osobliwości)
- Hezekiah Pendergast - pradziadek agenta, ojciec Lenga, W XIX w. rozprowadzał leki mające uzdrawiać z różnych chorób, ostatecznie jednak lek ów okazał się narkotykiem i niósł śmierć wszystkim którzy go zażyli (Błękitny Labirynt)
- Helen Esterhazy Pendergast - żona agenta, pierwotnie miała zginąć w Afryce podczas safari, w rzeczywistości ginie jednak w meksykańskiej dżungli zabita przez członków "Przymierza" (Trylogia Helen)
- Alban Pendergast - syn agenta, dowiaduje się o nim podczas akcji "Dwóch Grobów", zamordował kilka osób w hotelu Nowego Jorku, chce się zemścić na ojcu. Niejako wyhodowany przez "Przymierze", posiada zestaw "idealnych" cech i dar wzmocnionego w stosunku do innych ludzi przewidywania przyszłości, co czyni go teoretycznie niepokonanym. Obmyśla plan zabójstwa Alyousisa. Ginie uduszony przez Johna Barbeaux. (Błękitny Labirynt)
- Tristram Pendergast - drugi syn agenta, bliźniak Albana, pozbawiony jednak "idealnych" genów brata. Wymyka się z kryjówki Albana w Nowym Jorku i przybywa pod Dakotę, gdzie Pendergast przejmuje nad nim opiekę. Następnie zostaje ukryty w szkole prywatnej w Szwajcarii.

## Powieści
Agent specjalny Pendergast pojawia się w czterech oddzielnych powieściach jako początek do trylogii, w której to on jest bohaterem. Wszystkie książki były napisane przez Douglasa Prestona i Lincolna Childa.
- Relikt (Relic) - śledztwo w Muzeum Historii Naturalnej w Nowym Jorku w sprawie brutalnych morderstw związanych z pogłoskami o morderczej istocie w piwnicach muzeum.
- Relikwiarz (Reliquary) - powrót do Nowego Jorku, kolejne dziwne morderstwa. Ciąg dalszy Reliktu.
- Gabinet Osobliwości (Cabinet of Curiosities) - prywatne śledztwo w sprawie kolejnych dziwnych morderstw w Big Apple, odniesienie do XIX-wiecznego Nowego Jorku i rodziny Pendergasta.
- Martwa Natura z Krukami (Still Life With Crows) - agent przyjeżdża na urlop do spokojnego Medicine Creek, które nawiedza seria morderstw. Znajdywane ciała są potwornie okaleczone i upozowane. Pendergast prowadzi śledztwo z miejscową dziewczyną, outsiderem Corrie Swanson.
- Krąg ciemności (The Wheel of Darkness) - po wydarzeniach z Trylogii Diogenesa Pendergast z Constance mają okazję podróżować nowoczesnym statkiem w jego dziewiczym rejsie. Wkrótce jednak okazuje się, że na pokładzie statku grasuje niebezpieczny morderca.
- Kult - Pendergast wraz z porucznikiem D`Agosta próbuje rozwikłać sprawę zabójstwa, dokonanego przez już zmarłego człowieka.
- Biały Ogień(White Fire) - Corrie Swanson wyrusza do Roaring Fork, żeby zbadać sprawę morderstwa 11 górników dokonanych w czasach gorączki srebra w Kolorado przez niedźwiedzia ludojada, Pendergast szuka zaginionego opowiadania o Sherlocku Holmesie, który może pomóc w rozwiązaniu zagadki. W mieście dochodzi do serii podpaleń.
- Błękitny Labirynt(Blue Labyrinth) - Pewnego wieczoru pod dom Pendergasta zostaje podrzucone ciało jednego z jego synów - Albana, agent rusza w poszukiwanie sprawców. Porucznik D'Agosta wraca do Muzeum Historii Naturalnej w który doszło do morderstwa pracownika, po pewnym czasie śledztwa te mają wspólny mianownik.
- Karmazynowy Brzeg(Crismon Shore) - Pendergast przyjmuje rolę prywatnego detektywa i udaje się z Constance do miasteczka na wybrzeżu Nowej Anglii w celu zbadania kradzieży wina, po jakimś czasie dochodzi do morderstwa na bagnach, w sprawę wydaje się być wmieszany kult czarownic i czarowników z Salem.
- Verses for the Dead, 2018
- Crooked River, 2020
- Bloodless, 2021
- The Cabinet of Dr Leng, 2023

### Trylogia Diogenesa
- Siarka (Brimstone) - popularny krytyk sztuki Jeremy Grove zostaje znaleziony martwy w zamkniętym od wewnątrz pokoju. Ślad kopyta wypalony na podłodze i zapach siarki sugerują, że to dzieło diabła. Wraz z oficerem D'Agostą agent przenosi się do Włoch aby kontynuować śledztwo.
- Taniec Śmierci (Dance of Death) - nieznany sprawca z okrutny sposób morduje przyjaciół agenta. Podejrzanym jest jego brat Diogenes. Pendergast z D'Agostą mają siedem dni na odnalezienie i przeszkodzenie mężczyźnie w dokonaniu planowanej zbrodni doskonałej.
- Księga Umarłych (Book of the Dead) - zakończenie trylogii o agencie. Spodziewane rozwiązanie sprawy brata Pendergasta. Akcja ponownie przenosi się do wydarzeń wokół Muzeum Historii Naturalnej.

### Trylogia Helen
- Granice Szaleństwa (Fever Dream) - Helen Esterhazy Pendergast podczas pobytu w Afryce ginie w paszczy lwa. 12 lat później Pendergast przypadkowym zbiegiem okoliczności odkrywa, że śmierć jego żony nie była nieszczęśliwym wypadkiem a zaplanowanym morderstwem.
- Bez Litości (Cold Vegance) - Pendergast odkrywa, że jego żona żyje i stara się ją odnaleźć, śledztwo zaprowadzi go w czasy II wojny światowej, odkrywa tajną organizację nazistowską o nazwie Przymierze.
- Dwa Groby (Two Graves) - Seria zabójstw nawiedza Nowy Jork, śledztwo prowadzi porucznik D'Agosta, Pendergast kontynuuje swoje dochodzenie w sprawie Przymierza. Śledztwa Pendergasta i nowojorskiej policji są ze sobą powiązane...